# Бульмастиф
Бульмасти́ф — сторожевая порода собак.

## Происхождение
Бульмастиф — относительно молодая порода из группы молоссов, выведенная в Англии в XIX веке при скрещивании английского мастифа со староанглийским бульдогом. Это массивная, мускулистая и мощная собака, благородная и преданная своим хозяевам.
Бульмастиф был признан в качестве полноценной породы в 1924 году английским клубом собаководства. В октябре 1933 года американский клуб собаководства признал бульмастифа отдельной породой собак. Первый стандарт породы был утверждён в 1935 году, стандарт несколько раз пересматривался с тех пор. Самая последняя версия доступна на веб-сайте АКС.

## Внешний вид

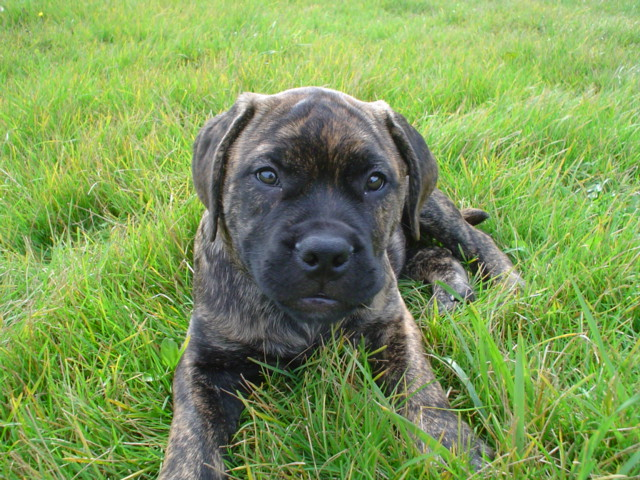
Восьминедельный щенок.

Это крупная и могучая собака; грозный вид ей придаёт высокий рост, развитая мускулатура, крупная голова с чёрной маской и широкая грудь. Шерсть у бульмастифов короткая, но густая и блестящая, плотно прилегающая к телу. Окрас рыжий, палевый или тигровый; допускаются небольшие белые пятна на груди.

## Характер и другие особенности
Бульмастиф не склонен к необоснованной агрессии, однако случаи нападения на людей были, в том числе со смертельным исходом. Бульмастиф безгранично предан своим хозяевам, нейтрален по отношению к друзьям семьи и знакомым людям, но часто насторожен к тем, кого не знает. Не приемлет фамильярности со стороны незнакомых людей. Собаке этой породы необходимы простор и в доме, и на природе. Долгие прогулки и тренировки — залог хорошей физической формы бульмастифа.
Дрессировка не представляет особых сложностей. Щенок уже в возрасте четырёх месяцев с лёгкостью осваивает основные команды. Как и все молоссы, это собака своенравная, но упрямство, открытое нежелание подчиняться или плохая сообразительность в этой породе — редкое исключение. Бульмастиф понятлив, дисциплинирован и терпелив, серьёзно относится к работе, хотя игровые элементы во время дрессировки помогают скорее и прочнее закрепить усвоенные навыки. У этих собак превосходный нюх, и, кроме педантичного поиска по следу, тренированные бульмастифы даже в самых неблагоприятных условиях безошибочно находят взрывчатку, наркотики и людей под завалами.
Бульмастиф отлично ладит с детьми хозяев, а также с любыми животными, содержащимися в доме, — кошки не исключение.
Породу выводили в Англии для охраны лесных угодий от браконьеров. В XIX веке пойманных с поличным «диких охотников» ждала суровая кара. Зная об этом, браконьеры отчаянно защищались и нередко шли даже на убийство егерей, чтобы не попасть в руки правосудия. Для задержания браконьера требовалась сильная, смелая собака, способная незаметно для человека обнаружить его в ночном лесу и задержать. Селекционная работа заводчиков породы быстро отсортировала бульмастифов с необходимыми качествами. Собаки молча, по следу, находили браконьеров в лесу, мощным броском сбивали с ног, но не калечили, а лаем звали хозяина. Поэтому бульмастиф от природы не брехлив и лает своим оглушительным басом в исключительных случаях. Предупреждая о своём присутствии, если посторонний его не видит или не реагирует на грозное рычание. Изначально порода в Англии именовалась «ночной собакой егерей».

## Интересные факты
- Долгие годы бульмастиф по кличке Ганнер был своеобразным талисманом английской футбольной команды «Арсенал»[4]. Перед началом каждого матча Ганнера выводили на поле и демонстрировали публике. Нешуточный вид этого достойного представителя породы снижал накал фанатских страстей и число хулиганских выходок. А футболистам своей команды придавал своеобразный заряд бодрости и настраивал их на победу.
- Сегодня бульмастифы, утратившие свои былые боевые качества, считаются собаками-компаньонами. Единственное место, где сохранилось рабочее поголовье породы и где бульмастифы до сих пор несут сторожевую и охранную службу, — алмазные копи компании «Де Бирс» в Южно-Африканской республике[5].

## Размер и вес

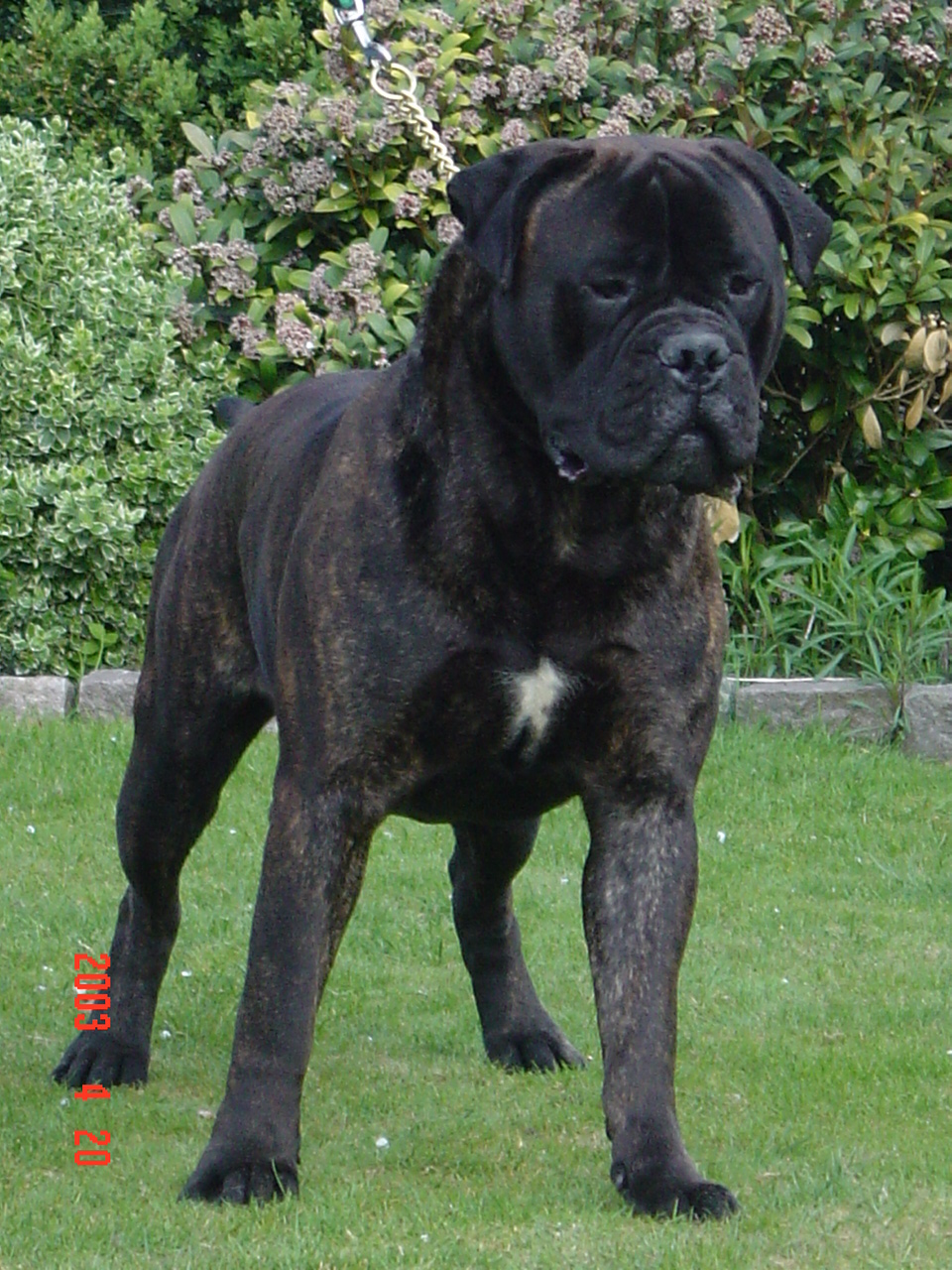

Рост бульмастифа в холке:
- кобели от 63,5 до 68,5 см
- суки от 61 до 66 см

Масса:
- кобели от 50 до 59 кг
- суки от 41 до 50 кг